# Nagahama, Shiga
Nagahama (長浜市 (Trường Tân thị) Nagahama-shi) là một thành phố thuộc tỉnh Shiga, Nhật Bản.